# Козлов, Николай Андреевич (председатель горисполкома)
Никола́й Андре́евич Козло́в (1920—2003) — советский государственный и партийный деятель, архивист, краевед. Участник Великой Отечественной войны. Председатель горисполкома Южно-Сахалинского Совета (1961—1962). Почётный гражданин города Южно-Сахалинска (1996).

## Биография
Родился 23 февраля 1920 года в селе Иванисово Бельского уезда Смоленской губернии РСФСР (ныне Сафоновский район Смоленской области РФ). В 1937 году после окончания Дорогобужского педучилища, был направлен по распределению в Омскую область, где в течение пяти лет работал завучем, а затем — директором Тихорецкой школы. 
В феврале 1942 года Молотовским РВК призван в ряды Красной Армии, участвовал в боях на Воронежском, Калининском, первом и втором Прибалтийских фронтах, а также в войне против империалистической Японии и за освобождение Южного Сахалина. Был дважды ранен, контужен. 
В августе 1945 года в составе ордена «Красной звезды» 22-го отдельного полка связи ДВВО вошёл в город Тойохара. После демобилизации (в звании майора) остался на Сахалине.
В 1947 году был избран первым секретарём Южно-Сахалинского горкома ВЛКСМ, работал секретарём Поронайского, а затем Алексадровск-Сахалинского горкомов КПСС, председателем Александровск-Сахалинского горисполкома. В 1960 году направлен на работу в обком КПСС, являлся заместителем заведующего отделом. 17 марта 1961 года на первой сессии Южно-Сахалинского городского Совета нового созыва был избран председателем горисполкома (находился на этом посту до октября 1962 года). Принимал активное участие в разработке и реализации генерального плана застройки города. В дальнейшем работал в облисполкоме (заведующим организационно-инструкторским отделом), в областном комитете народного контроля. 
С 1981 года по выходе на пенсию работал научным сотрудником Государственного архива Сахалинской области, активно занимался краеведческой работой (опубликовано более 70 статей). Постановлением мэра от 20 сентября 1996 года «за большие личные заслуги в становлении и развитии города Южно-Сахалинска, строительстве новой жизни на юге Сахалина с первых послевоенных лет» ему было присвоено звание «Почётного гражданина города Южно-Сахалинска».
Неоднократно избирался депутатом Сахалинского областного Совета.
Умер 7 сентября 2003 года. Похоронен в Южно-Сахалинске.

## Награды и звания
- Орден Красного Знамени (27.02.1945)
- Орден Красной Звезды (23.12.1943)
- два ордена Отечественной войны II степени (27.02.1945, 1985)
- орден «Знак почёта»
- Медаль «За отвагу» (6.09.1943)
- Медаль «За боевые заслуги» (02.09.1945)
- Медаль «За победу над Германией в Великой Отечественной войне 1941—1945 гг.» (09.05.1945)
- Медаль «За победу над Японией»[3]
- Почётный гражданин города Южно-Сахалинска (1996)[2]